# Stanisław Skwira
Stanisław Skwira (ur. 16 sierpnia 1951 w Ciepielowie) – polski pięcioboista nowoczesny, żołnierz, olimpijczyk z Monachium 1972.
Karierę sportową rozpoczynał od pływania w klubie Pronit Pionki. W roku 1970 po raz pierwszy wystartował w mistrzostwach Polski w pięcioboju nowoczesnym, zajmując 10. miejsce.
W roku 1971 zdobył tytuł indywidualnego wicemistrza Polski w pięcioboju nowoczesnym, reprezentując klub Lotnik Warszawa.
Na igrzyskach olimpijskich w 1972 zajął 40. miejsce indywidualnie oraz 8. miejsce w drużynie (partnerami byli: Ryszard Wach, Janusz Pyciak-Peciak).